# Мирзамахмудов, Джурабек Турсунпулатович
Джурабек Турсунпулатович Мирзамахмудов (узб. Joʻrabek Tursunpoʻlatovich Mirzamahmudov; род. 13 января 1979 года, Наманган) — узбекистанский государственный деятель, министр энергетики Республики Узбекистан с 2022 года по настоящее время, в 2020—2022 годах — генеральный директор Агентства по развитию атомной энергии. 

## Биография
1997—1999 гг. — студент Ташкентского химико-технологического института.
1999—2001 гг. — Студент Университета Алабамы в США по направлению Фонда «Умид».
2001—2003 гг. — инженер Бухарского нефтеперерабатывающего завода.
2003—2006 гг. — инженер отдела технологии-комплекса переработки нефти и газа АО «Узлитинефтгаз», инженер научно-технического комплекса отдела подготовки газа и переработки нефти и газа, младший научный сотрудник, инженер, ведущий инженер 1 категории ТЭО и отдела перспективного проектирования.
2006—2012 гг. — главный специалист отдела внешнеэкономических связей и привлечения инвестиций национальной холдинговой компании «Узбекнефтегаз», заместитель начальника отдела, заместитель начальника главного управления инвестиционной программы и ресурсного прогнозирования — директор предприятия «Нефтегазинвест».
2012—2014 гг. — заместитель министра экономики и промышленности Республики Узбекистан .
2014—2017 гг. — заместитель председателя правления Государственной компании «Узхимпром», заместитель председателя правления по перспективному развитию и инвестициям.
2017—2018 гг. — начальник Информационно-аналитического отдела Кабинета Министров Республики Узбекистан, Департамент по вопросам геологии, топливно-энергетического комплекса, химической, нефтехимической и металлургической промышленности
2018—2019 гг. — генеральный директор Агентства «Узатом» при Кабинете Министров Республики Узбекистан.
2019—2022 гг. — Первый заместитель Министра энергетики Республики Узбекистан — Генеральный директор Агентства «Узатом».
С 2022 г. — Министр энергетики Республики Узбекистан.
В 2024 году награждён орденом «Дустлик».